# بابی کیمبال
بابی کیمبال (انگلیسی: Bobby Kimball؛ زادهٔ ۲۹ مارس ۱۹۴۷) یک موسیقی‌دان اهل ایالات متحده آمریکا است. وی از سال ۱۹۶۲ میلادی تاکنون مشغول فعالیت بوده‌است.